# Heroes and Thieves
Heroes & Thieves – trzeci studyjny album Vanessy Carlton, amerykańskiej piosenkarki i pianistki. Został wydany w 2007 roku, trzy lata po „Harmonium”. Jest to pierwszy album Vanessy wyprodukowany w wytwórni The Inc. Został wyprodukowany przez Irva Gottiego, Lindę Perry i Stephana Jenkinsa.
Sama Vanessa uważa, że to jej najlepszy album – jest najbardziej szczery i włożyła w niego najwięcej pracy. Heroes & Thieves powstawało dla niej w trudnym okresie – po zerwaniu z chłopakiem, który był jednocześnie producentem. Ich wspólną pracę Vanessa uhonorowała piosenką My Best.

Ulubioną piosenką Carlton z tego albumu jest More Than This, opisuje ją jako emocjonalną balladę, którą zaczęła pisać jako kołysankę do snu dla siebie, przypominającą o tym, co ludzie mogą robić, żeby być szczęśliwymi.

## Lista utworów
1. „Nolita Fairytale” (Vanessa Carlton, Stephan Jenkins) – 3:28
2. „Hands on Me” (Carlton, Jenkins) – 3:01
3. „Spring Street” (Carlton, Linda Perry) – 4:10
4. „My Best” (Carlton) – 3:00
5. „Come Undone” (Carlton, Jenkins) – 4:35
6. „The One” (featuring Stevie Nicks) (Carlton, Jenkins, Perry) – 4:05
7. „Heroes & Thieves” (Carlton) – 3:47
8. „This Time” (Carlton, Perry) – 3:49
9. „Fools like Me” (Carlton) – 3:10
10. „Home” (Carlton, Jenkins) – 5:38
11. „More Than This” (Carlton) – 4:48

## Promocja

### Nowy wizerunek
Vanessa Calrton mocno zaznaczyła w trakcie promocji płyty, że już nie jest tą samą osobą, która podbiła serca milionów piosenką „A Thousand Miles”. W teledysku do „Nolita Fairytale” niszczy pianino, które przyniosło jej sławę w pierwszym klipie, wyrażając w ten sposób swoją „wolność” i oderwanie się od wizerunku „laski od pianina”.

### Single

#### Nolita Fairytale
„Nolita Fairytale” to pierwszy singel z płyty. Podbił serca fanów bajkową atmosferą i niezwykłą szczerością, opowiadającą o tym, czym Vanessa się zajmowała przez ostatnie lata. Nawiązuje do zerwania kontraktu z wytwórnią płytową (Take away my record deal // Go on, I don’t need it), przyjaźni ze Stevie Nicks, którą później nazywała swoją „mentorką” (Well, Stevie knows and I thank her so) i jej życiu na Nowojorskiej Nolicie (Manhattan), gdzie przeprowadziła się po wydaniu Harmonium.
Singel został wydany 17 sierpnia 2007 roku.

#### Hands On Me
„Hands On Me” ma być drugim singlem Heroes & Thieves. Data jego wydania to 19 lutego 2008 roku. Teledysk ma być kręcony w grudniu 2007 roku. Hands On Mezostało przez większość fanów uznana za najlepszą piosenkę Vanessy, nie tylko z tego albumu, ale w całej jej karierze. Jest to typowa piosenka o miłości, napisana dla chłopaka Vanessy, Stephena Jenkinsa, przed ich zerwaniem.
Pierwotnym tytułem piosenki było „Put your Hands on Me”, ale został on skrócony ze względu na piosenkę Joss Stone o tym samym tytule.